# آنترواستاتین
آنترواستاتین (به انگلیسی: Enterostatin) یک ترکیب شیمیایی با شناسه پاب‌کم ۳۰۸۲۸۸۳ است.